# Ernstthal (Schleusegrund)
Ernstthal ist ein Ortsteil von Schönbrunn, das 1950 durch Zusammenlegung von Dörfern gebildet wurde. Schönbrunn gehört der Gemeinde Schleusegrund im Landkreis Hildburghausen in Thüringen an.

## Lage
Schönbrunn – ehemals Schönau – ist der zentrale Ortsteil, in dem neben Unterneubrunn, Oberneubrunn und Ernstthal zusammengelegt worden sind. Diese Verbindung ergibt ein Gebiet über 3,5 Kilometer in den Tälern von Schleuse und Neubrunn.

## Geschichte

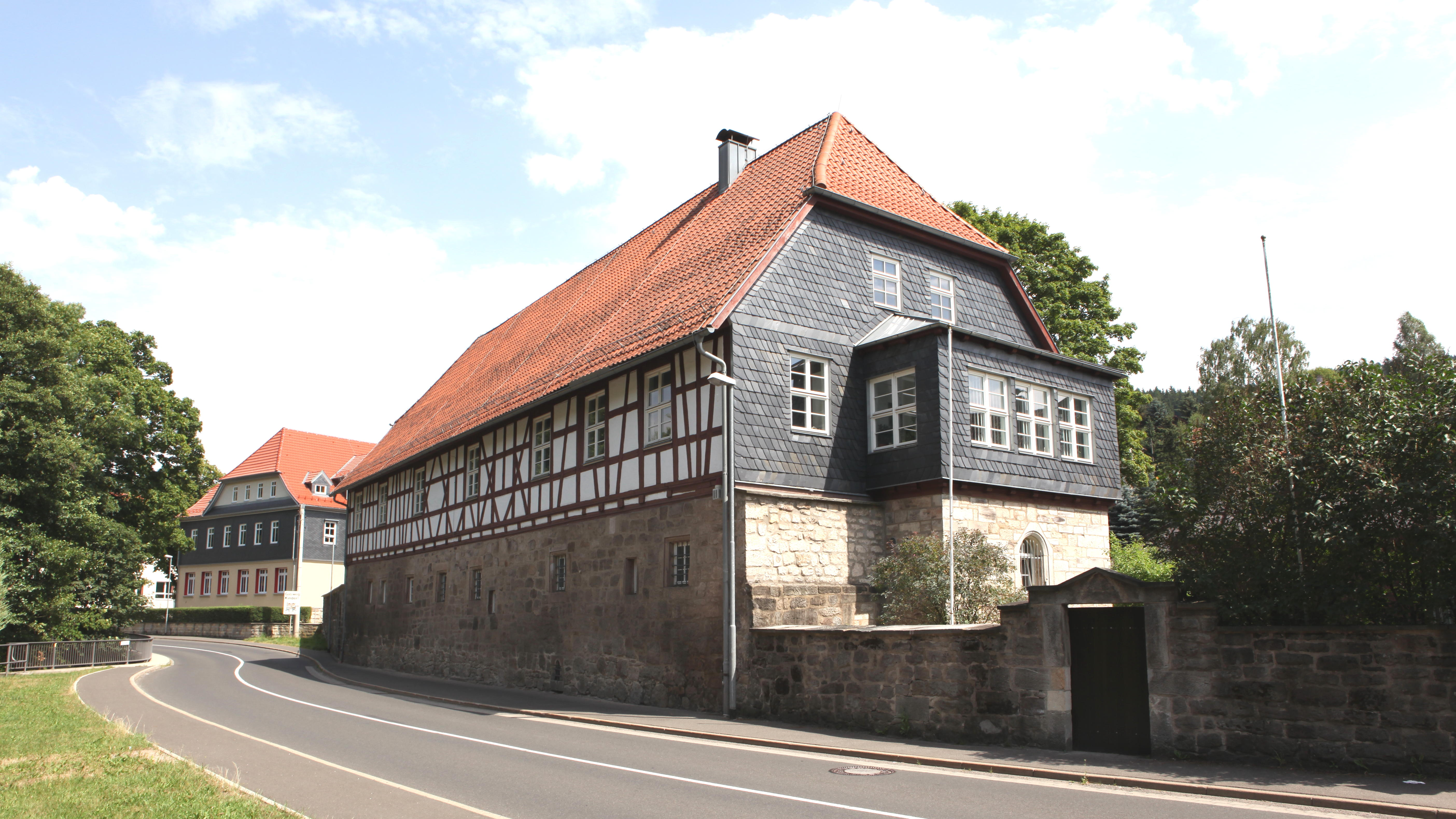
Forstamt, ehemaliges Jagdschloss

Ernstthal wurde 1445 erstmals urkundlich erwähnt. Die einstige Ortschaft „Hüttenschönau“ entstand nach 1750 um eine kleine Gutsherrschaft am Platz einer älteren Drahthütte. Am 1. Januar 1904 wurde Ernstthal nach Unterneubrunn eingemeindet.

## Persönlichkeiten
- Friedrich Wilhelm Lomler (1. Oktober 1774 in Ernstthal; 3. August 1845 in Saalfeld), evangelischer Theologe.[5]